# Подгородненская городская община
Подгородненская городская территориальная община (укр. Підгородненська міська територіальна громада) — территориальная община в Украине, в составе Днепровского района Днепропетровской области. Административній центр — город Подгородное.

## Общая информация
Площадь территории общины - 225,51 км², численность населения - 23 975 человек (1.01.2020).

## Населённые пункты
В состав общины вошли г. Подгородное, а также сёла Дмитровка, Перемога, Спасское, Хуторо-Губиниха.

## История
Создана в 2019 году путем объединения Подгородненского городского совета Днепровского района и Спасского сельского совета Новомосковского района Днепропетровской области.
Согласно постановлению Верховной Рады Украины №807-IX от 17 июля 2020 года «Об образовании и ликвидации районов», община вошла в состав укрупнённого Днепровского района.